# Oberstadion
Oberstadion è un comune tedesco di 1 615 abitanti, situato nel land del Baden-Württemberg.